# Stefan Ortega
Stefan Ortega Moreno (Hofgeismar, 6 de novembro de 1992) é um futebolista alemão de ascendência espanhola que atua como goleiro. Atualmente defende o Manchester City.

## Carreira
Tendo jogado nas categorias de base de TSV Jahn Calden, KSV Baunatal,e Hessen Kassel, Ortega (filho de um espanhol e de um alemã) chegou ao Arminia Bielefeld em 2007. Na temporada 2010–11 disputou seus primeiros jogos pelo time B, fazendo sua estreia pela equipe principal em outubro de 2011, contra o Heidenheim, substituindo o lesionado Patrick Platins. Após um mau desempenho no jogo contra o Preußen Münster, perdeu a vaga de titular e voltou a figurar no time B. Fez parte do elenco que garantiu a promoção para a 2. Bundesliga de 2012–13, e teve seu contrato renovado por mais 2 temporadas.
Em junho de 2014, assinou sem custos com o Munique 1860, estreando contra o Holstein Kiel pela Copa da Alemanha (o 1860 venceu por 2 a 1). Com a saía do então titular Gábor Király para o Fulham em agosto, Ortega herdou a vaga que pertencia ao húngaro. Após o rebaixamento do 1860 em 2017, o goleiro voltou ao Arminia Bielefeld, renovando seu vínculo até junho de 2022 e sendo eleito pela revista Kicker como o segundo melhor goleiro da Bundesliga.
Com o rebaixamento do Arminia à segunda divisão, Ortega assinou sem custos com o Manchester City, para suprir a saída do norte-americano Zack Steffen, até então reserva imediato do brasileiro Ederson. Logo em sua primeira temporada pelo clube, Ortega integrou o elenco do clube que conquistou a Tríplice Coroa: Copa da Inglaterra, Premier League e a até então inédita para Ortega e para o Manchester City Liga dos Campeões da UEFA. Mesmo sendo reserva do brasileiro Ederson na Premier League e na Liga dos Campeões, Ortega chegou a disputar 3 jogos na Premier e 2 na Champions, além de ter sido titular em todos os jogos da Copa da Inglaterra, com exceção da final.

## Carreira internacional
Tendo sido convocado para um jogo da seleção Sub-19 da Alemanha em 2010 (não entrou em campo), Ortega foi incluído como um possível reserva do Nationalelf para a Eurocopa de 2020, sendo convocado caso o titular Manuel Neuer ou os reservas Bernd Leno e Kevin Trapp ficassem indisponíveis por lesão.

## Títulos
Arminia Bielefeld
- 2. Bundesliga: 2019–20[carece de fontes?]
- Westfalenpokal: 2012, 2013[carece de fontes?]

Manchester City
- Premier League: 2022–23, 2023–24[14]
- Copa da Inglaterra: 2022–23
- Liga dos Campeões da UEFA: 2022–23[15]
- Supercopa da UEFA: 2023
- Copa do Mundo de Clubes da FIFA:2023[16]
- Supercopa da Inglaterra: 2024[carece de fontes?]